# ウィルマー・フローレス (投手)
ウィルマー・デヘスス・フローレス（Wilmer De Jesus Flores, 2001年2月20日 - ）は、ベネズエラのカラボボ州バレンシア出身のプロ野球選手（投手）。右投右打。MLBのデトロイト・タイガース傘下所属。同名の兄もプロ野球選手である。

## 経歴
2021年にアマチュア・フリーエージェントでデトロイト・タイガースと契約してプロ入り。傘下のルーキー級フロリダ・コンプレックスリーグ・タイガースでプロデビューし、シーズン途中にA級レイクランド・フライングタイガースへ昇格。2チーム合計で14試合（先発13試合）に登板して6勝4敗、防御率3.68、90奪三振の成績を記録した。
2022年はA+級ウェストミシガン・ホワイトキャップスで開幕を迎え、その後AA級エリー・シーウルブズへ昇格。シーズン途中にはオールスター・フューチャーズゲームに選出された。

## 詳細情報

### 記録
MiLB
- オールスター・フューチャーズゲーム選出：1回（2022年）